# سانت سادورنی د اسرمرت
سانت سادورنی د اسرمرت (به اسپانیایی: Sant Sadurní d'Osormort) یک شهرستان در اسپانیا است که در بارسلون واقع شده‌است.